# 佐野温泉
佐野温泉（さのおんせん）は、福井県福井市佐野町（旧国・越前国）にある温泉。

福井市では数少ない高温の自家源泉を持ち、湯治場として有名である。

## 泉質
- ナトリウム・カルシウム-硫酸塩泉(弱アルカリ性)
- 加水有、加温無、飲用/可

## 温泉街
田園の中に、日帰り入浴施設と宿泊施設を兼ねた一軒宿「佐野温泉　福の湯」が存在する。

## 歴史
- 1976年（昭和51年）、福井市佐野町在住の農家・辻岡敬三の所有地を掘削したところ、1,450mのところで温泉が湧出。この地点を掘るに当たっては観音様のお告げがあったと辻岡氏は生前語っていた。最初はドラム缶での無料入浴を受け付け、その後バスタブを経て本格的な温泉施設へと発展した。

- 1977年（昭和52年）「佐野温泉　辻岡旅館」として営業開始、翌年法人(株)佐野温泉に改組。

- 1982年（昭和57年）新館として鉄筋コンクリート4階建の客室棟を建設。1988年（昭和63年）宴会場・大広間として鉄筋コンクリート2階建「別館　敬寿閣」を建設。1992年（平成4年）自炊棟として「ゆのくに湯治館」を建設。

- 1998年（平成10年）2月1日、(株)佐野温泉　代表取締役辻岡敬三死去。子の辻岡利耕が代表取締役就任。

- 2011年（平成23年）11月1日、(株)佐野温泉　代表取締役辻岡利耕退任。兄の爲口敏成が代表取締役就任。

- 2012年（平成24年）3月、館内に恐竜化石や恐竜フィギュアを扱った化石展示コーナーを設置。

- 2013年（平成25年）8月、新館客室部分を中心に改装、露天風呂付き客室や和洋室、御食事処、男性用中温サウナなどを新設。11月、館内に恐竜トリックアートを新設。

- 2014年（平成26年）3月、本物の化石に触れることができる化石タッチコーナーを新設。8月福井県の公式キャラクター『Ｊｕｒａｔｉｃ王国』のオフィシャルホテルに認定。

- 2015年（平成27年）6月、事業停止　負債２億円、自己破産申請へ[1]。

- 2015年（平成27年）12月18日、施設と温泉の権利が、株式会社ハッピーコーポレーションに売却された。この会社は佐野温泉の受け皿として設立された株式会社で、取得した施設を利用し温泉事業の再開を目標としている[2]。

- 2016年（平成28年）7月、日帰り入浴施設として営業再開（「ゆのくに湯治館」を使用）[3][4]。

- 2017年（平成29年）9月29日、旧本館が佐野温泉「福の湯」として新装オープン。[5]

## 旧佐野温泉 (旅館) の恐竜に関する取組等
- 所在地の福井県が、恐竜化石の発掘量日本一、世界三大恐竜博物館の福井県立恐竜博物館があり、恐竜が有名であったことから、2012年3月より、化石や恐竜フィギュアを展示した化石展示のコーナーをオープンする。その後も恐竜関係の設備の増設を続け、2014年10月1日現在、化石展示コーナー、アロサウルス頭骨レプリカ展示、恐竜トリックアート、化石タッチコーナー、恐竜フィギュア展示、恐竜ルームなどがある。

- 恐竜ポスターやフィギュア、化石、書籍などで装飾された恐竜ルームは、設置当初2013年8月～9月の間の期間限定であったが、2014年3月より常設。

- １階アロエ浴場の床石の中にはアンモナイトの化石が埋め込まれている箇所が数か所ある。

- 2014年10月1日現在、本物の化石がプレゼントにもらえる宿泊プランがある。本物の化石がもらえる宿泊プランがあるのは、全国でも同館だけである。

- 同館所有の化石は、多数あるようだが、ほとんどが部分化石であり、博物館級の化石はない。ただし、化石タッチコーナーのエイニオサウルスの部分化石は、世界的にも珍しい化石で、部分化石とはいえ化石に直接触ることができるのは、2014年10月1日現在、日本では同館だけである。

- 2014年8月に福井県ブランド営業課より『Juratic王国』オフィシャルホテルに認定されている。

## アクセス
- 北陸新幹線・ハピラインふくい線・えちぜん鉄道勝山永平寺線 福井駅から、京福バス 10・15系統（越前海岸ブルーライン）にて約30分、「佐野町ふれあい会館前」下車徒歩5分
- E8 北陸自動車道 福井北ICより国道416号を西に18 km
- E67 中部縦貫自動車道 松岡ICより国道416号を西に約19 km